# Liste der Biografien/Walh
Liste der Biografien |
Portal Biografien |
Personensuche
# |
A |
B |
C |
D |
E |
F |
G |
H |
I |
J |
K |
L |
M |
N |
O |
P |
Q |
R |
S |
T |
U |
V |
W |
X |
Y |
Z |
?
 
Wa |
Wc |
Wd |
We |
Wh |
Wi |
Wj |
Wl |
Wn |
Wo |
Wr |
Ws |
Wt |
Wu |
Ww |
Wy |
Wz
 
Waa |
Wab |
Wac |
Wad |
Wae |
Waf |
Wag |
Wah |
Wai |
Waj |
Wak |
Wal |
Wam |
Wan |
Wao |
Wap |
Waq |
War |
Was |
Wat |
Wau |
Wav |
Waw |
Wax |
Way |
Waz
 
Wala |
Walb |
Walc |
Wald |
Wale |
Walf |
Walg |
Walh |
Wali |
Walj |
Walk |
Wall |
Walm |
Waln |
Walo |
Walp |
Walq |
Walr |
Wals |
Walt |
Walu |
Walw |
Waly |
Walz
Die Liste der Biografien führt alle Personen auf, die in der deutschsprachigen Wikipedia einen Artikel haben. Dieses ist eine Teilliste mit 6 Einträgen von Personen, deren Namen mit den Buchstaben „Walh“ beginnt.

## Walh

### Walhe
- Walheim, Alfred (1874–1945), österreichischer Autor und Politiker (GDVP, Landbund), Landtagsabgeordneter, Mitglied des Bundesrates
- Walheim, Rex J. (* 1962), US-amerikanischer Astronaut
- Walheim, Richard (* 1936), deutscher Fußballspieler

### Walho
- Walhoff, Johann (1495–1543), deutscher Reformator
- Walhorn, Frauke (* 1942), deutsche Politikerin (SPD), MdL
- Walhorn, Johanne (1911–1995), deutsche Juristin und Ratsherrin der Stadt Münster (Westfalen)